# Chökyi Shenyen
Chökyi Shenyen, ook wel Dharmamitra (1453-1540), was een Tibetaans geestelijke.
Hij was de dertiende Ganden tripa van 1516 tot 1521 en daarmee de hoofdabt van het klooster Ganden en hoogste geestelijke van de gelugtraditie in het Tibetaans boeddhisme.
Chökyi Shenyen werd in 1453 geboren in Tolung Dar in U. Lobpon Chödrag van het Gandenklooster nam hem op jonge leeftijd de novietengelofte af. Daarna volgde hij een opleiding aan het Tashilhunpoklooster bij de oprichter ervan, Gendün Drub (1391-1474), die achteraf werd erkend als de eerste Dalai lama. Vanwege zijn kennis en begrip van dharma, kende Gendun Drub aan Chokyi Shenyen de benaming "Tenpai Gyeltsen Dzinpa" toe, wat betekent Houder van het Overwinningsteken van de Boeddha-doctrine.
Chökyi Shenyen ging naar Lhasa en schreef zich in bij het Drepungklooster en kreeg les in soetra en tantra van eminente geleerden zoals de 10e Ganden tripa Yeshe Tsangpo (1415-1498). 
Chökyi Shenyen kreeg ook onderricht van Rabjampa Monlam Pel (1414-1491) en andere lama's. In filosofie en Sanskriet werd hij onderwezen door de 12e Taklung Tripa, Ngawang Dragpa (1418-1496). Aansluitend werd Chökyi Shenyen leermeester aan het Shakor Dratsang-college van het Drepungklooster.
In 1516 werd hij op 64-jarige leeftijd benoemd tot 13e Ganden tripa en bleef dat gedurende zeven jaar. In deze periode verzorgde hij onderwijs en leidde belangrijke religieuze activiteiten. Trichen Chökyi Shenyen had een groot aantal volgelingen, waarvan Lhawang Peljor de bekendste was. 
Trichen Chökyi Shenyen trok zich op de leeftijd van 70 jaar terug in het Dewachenklooster in Nyethang nabij Lhasa. Hij overleed in 1540 op de leeftijd van 88 jaar.